# Чечем
Чечем, или чёрное ядовитое дерево (лат. Metopium brownei) — растение, вид рода Метопиум семейства Сумаховые.

## Описание
Растение может иметь вид кустарника или довольно большого дерева, достигающего 15 м в высоту со стволом диаметром около 50 см. Имеет тонкую красновато-коричневую кору, при повреждении которой выделяется сок, имеющий сильно щелочную реакцию.

## Ареал
Произрастает в Доминиканской республике, на Кубе, Ямайке, в северной Гватемале, Белизе, и в Мексике от полуострова Юкатан до штата Веракрус.

## Свойства

### Токсичность
Подобно своему родственнику Metopium toxiferum, называемому также флоридским ядовитым деревом, это дерево содержит урушиол, вызывающий некоторые контактные дерматиты, поэтому его используют с осторожностью или предпочитают вообще избегать.

### Древесина
Плотная и тяжёлая (плотность 840—960 кг/м³), красивая ядровая древесина чечема имеет различные оттенки коричневого, включая шоколадный и красновато-коричневый, иногда до медного. Узор образован тёмными полосами и пятнами, может иметь красные и тёмно-красные оттенки. Заболонь серовато-тёмно-жёлтого цвета.

## Использование
Древесина этого дерева считается в Центральной Америке ценным поделочным материалом.

## Классификация

### Синонимы
На основе базы данных The Plant List:
- Rhus metopium L.
- Terebinthus brownei Jacq.